# Scheinrechnung
Der Begriff Scheinrechnung ist eine Sammelbezeichnung für Arten von Rechnungen, die einen Geschäftsvorfall vortäuschen oder verschleiern soll. Im Steuerstrafrecht ist zu unterscheiden zwischen „reinen“ Scheinrechnungen, Abdeckrechnungen, Strohmannrechnungen, Gefälligkeitsrechnungen und gefälschten Rechnungen. Mittels dieser Rechnung wird ein Lebenssachverhalt konstruiert, der so bzw. in dieser Form nicht bestanden hat, meist um einen steuermindernden oder subventionserhöhenden Sachverhalt gegenüber den Finanzbehörden vorzutäuschen.

## Allgemeines
Im Rechtsverkehr wird die Scheinrechnung aus verschiedensten Gründen erstellt und in Umlauf gebracht. In Betracht kommen kann die Erstellung und Verwendung solcher Rechnungen aufgrund steuerrechtlicher Regelungen, aber auch aus wirtschaftlichen Gründen.
Zur Vortäuschung eines Geschäftsvorfalls werden eine oder mehrere Rechnungen erstellt, die zum Schein etwa Beraterhonorare ausweisen. So lassen sich Zahlungen als Betriebsausgaben von der Steuer absetzen, welche steuerlich nicht berücksichtigungsfähig wären, zum Beispiel Bestechungsgelder oder die Vergütung von Schwarzarbeit.
Ganz ähnlich kann eine Scheinrechnung eingesetzt werden, um Geldflüsse ins Ausland zu verschleiern. Durch die vorgetäuschten Ausgaben verlassen die Gelder den Einflussbereich des Steuerpflichtigen und mindern den zu versteuernden Gewinn. Die Gelder werden meist in eine Steueroase transferiert, um dem Fiskus gegenüber das Kapital zu verschweigen und die Berechnung der Kapitalertragsteuer zu vermeiden.
Ferner spricht man von Scheinrechnungen, wo faktisch abhängig Beschäftigte ihr Gehalt als externe Dienstleister oder freie Mitarbeiter abrechnen. Durch den Einsatz Scheinselbstständiger kann eine enorme Kostenersparnis herbeigeführt werden, da die Sozialversicherungsbeiträge als auch die Lohnsteuern nicht abgeführt werden. Hierdurch ist es dem Unternehmer möglich, auch mit ansonsten ruinösen Aufträgen Gewinne zu erzielen und sich zugleich eine gute Ausgangsposition auf dem Markt zu verschaffen. Dementsprechend ist die Scheinrechnung besonders im personalintensiven Dienstleistungssektor sowie im Bau- und Reinigungsgewerbe weit verbreitet.

## Arten der Scheinrechnung
Man unterscheidet verschiedene Arten von Scheinrechnungen, wie beispielsweise Abdeck-, Strohmann- oder Gefälligkeitsrechnungen. Als Aussteller der Rechnungen fungieren in diesen Fällen meist sog. Schein- oder Briefkastenfirmen.

### Scheinrechnung
Umgangssprachlich versteht man unter dem Begriff Scheinrechnung eine Rechnung, der keine Leistung gegenübersteht. Die Rechnung ist einzig erstellt worden, um für das rechnungsempfangende Unternehmen Betriebsausgaben zu fingieren, um den Gewinn und damit die Steuerlast bei der Einkommen- bzw. Körperschaftsteuer zu mindern.
Weiterhin ist es für den Unternehmer, der diese Rechnung benutzt, möglich, die in der Rechnung vom rechnungsausstellenden Unternehmer offen ausgewiesene Umsatzsteuer als Vorsteuer abzuziehen und damit seine umsatzsteuerliche Zahllast zu mindern bzw. sogar eine Erstattung vom Finanzamt zu erhalten.
Mithilfe einer Scheinrechnung kann man zudem einem Unternehmen Gelder entziehen, um diese an die Inhaber, Gesellschafter oder Geschäftsführer weiterzugeben (verdeckte Gewinnausschüttung). Hierzu wird eine Rechnung und die dazugehörige Zahlung fingiert. Die Gelder werden dann an die entsprechenden Nutznießer ausgeschüttet. Zudem schmälern diese Gelder den betrieblichen Gewinn.

### Abdeckrechnung
Als Abdeckrechnung wird eine Rechnung bezeichnet, bei der ein tatsächlich entstandener Aufwand bspw. für Schwarzlohnzahlungen oder Bestechungsgelder als Betriebsausgabe zum Ansatz gebracht wird. Die tatsächlich entstandenen Ausgaben werden in der Buchführung unter Zuhilfenahme dieser Rechnung „abgedeckt“. Es ist für den Unternehmer im finanzbuchhalterischen Sinne „erforderlich“ eine Abdeckrechnung in seine betriebliche Buchführung einzubuchen, da andernfalls die mit Hilfe von Schwarzarbeitern erwirtschafteten Gewinne zu einer höheren Steuerlast führen würden.
Zugleich würde in der Buchführung des Unternehmens ein Missverhältnis zwischen Umsatz und Lohnausgaben entstehen, was ein Hinweis auf illegale Beschäftigung sein könnte. Besonders würde hier die Frage im Raum stehen, ob die Umsätze mit den offiziell beschäftigten Arbeitnehmern erzielt werden konnten. Im personalintensiven Baugewerbe geht die höchstrichterliche Rechtsprechung davon aus, dass auf jeden Euro Umsatz mind. 66 Prozent Personalausgaben entfallen, die sogenannte pauschale Lohnquote. Eine eklatante Abweichung von dieser Lohnquote lässt auf Mängel in der Finanzbuchhaltung schließen.
```
Beispiel:

unstrittiger Umsatz mit ordentlichen Arbeitnehmer     1.000.000 EUR
Personalausgaben 66 %                                   666.666 EUR
Sozialversicherung und Lohnsteuern geschätzt 20 %       200.000 EUR
steuerlicher Gewinn                                     133.334 EUR
```

```
Abwandlung:

unstrittiger mit Schwarzarbeitern erbrachter Umsatz   1.000.000 EUR
steuerlicher Gewinn                                   1.000.000 EUR
```

Beim Beispiel b) sieht man, dass der Umsatz zugleich den Gewinn darstellt. Zwar sind Arbeitslöhne dennoch angefallen, da diese aber schwarz ausbezahlt wurden, haben sie den Gewinn nicht gemindert. Würden diese Schwarzlöhne richtig beim Finanzamt erklärt, würde sich der Unternehmer der Hinterziehung der Lohnsteuer bezichtigen (und natürlich des Betrugs zum Nachteil der Sozialversicherung).
```
Abwandlung Beispiel b:

unstrittiger mit Schwarzarbeiter erbrachter Umsatz    1.000.000 EUR
Abdeckrechnungen                                        866.666 EUR
steuerlicher Gewinn                                     133.334 EUR
```

Unter Zuhilfenahme der Abdeckrechnungen hat der Unternehmer nun die Schwarzlohnzahlungen in die Buchführung eingebracht und den Gewinn buchmäßig gemindert. Tatsächlich ist ein Gewinn von 333.334 € entstanden, bewirkt durch die Hinterziehung der Sozialversicherungsbeiträge und Lohnsteuern.
Die eingangs erwähnten Bestechungsgelder wären ohne eine Abdeckrechnung gem. § 4 Abs. 5 Satz 1 Nr. 10 EStG ohnehin steuerlich nicht berücksichtigungsfähig.

### Strohmannrechnung
Als Strohmannrechnung bezeichnet man eine Rechnung, die im Namen eines Dritten erstellt worden ist und aus der der tatsächlich leistende Unternehmer nicht hervorgeht. Hierbei wird das Abrechnungspapier im Namen eines von Dritten gesteuerten und vorgeschobenen Strohmannes erstellt, um dem Finanzamt den Namen des tatsächlichen Unternehmers und Leistungserbringers vorzuenthalten.
Dabei unterscheidet sich die sog. Strohmannrechnung von der Scheinrechnung dergestalt, dass nicht Betriebsausgaben- und Vorsteuern des rechnungsempfangenden Unternehmers fingiert werden, sondern vielmehr die steuerliche Leistungsfähigkeit des Leistungserbringers verschleiert werden soll.
Dieser umgeht auf diesen Wege seine Steuerpflicht. Hintergrund einer solchen Strohmannrechnung muss jedoch nicht zwangsläufig die Umgehung der Steuerpflicht sein. Auf diesem Wege können den zuständigen Behörden Einkünfte verschwiegen werden um etwa Transferleistungen zu erhalten oder den Zugriff auf die erwirtschafteten Gelder durch einen vollstreckbaren Titel zu verhindern.

### Gefälligkeitsrechnung
Unter dem Begriff Gefälligkeitsrechnung versteht man eine Rechnung, die vom Rechnungsaussteller aus Gefälligkeit erstellt und weitergegeben wird. Hiermit kann der Rechnungsempfänger seine ertragsteuerliche und umsatzsteuerliche Steuerlast mindern. Der Rechnung liegt tatsächlich kein Leistungsaustausch zugrunde. Möglich ist auch, dass nur einem Teil jener Rechnung tatsächlich Leistungen zugrunde liegen und eine höhere Rechnung nur aus Gefälligkeit erstellt wird.

### Gefälschte Rechnung
Ebenfalls eine Art der Scheinrechnung stellt eine gefälschte Rechnung dar. Hierzu wird der Rechnungsbogen bzw. Briefkopf oder ein Angebot eines Unternehmens herangezogen und verfälscht bzw. nachgemacht, um Betriebsausgaben und Vorsteuern zu fingieren. Bekannt sind hier beispielsweise die Manipulation der Rechnungsbeträge bzw. die Erstellung neuer bzw. weiterer Rechnungen, die zur Minderung des Gewinns und der umsatzsteuerlichen Zahllast benutzt werden. Der gefälschten Rechnung ist gleichzeitig eine weitere Straftat eigen: die Urkundenfälschung, da eine unechte Urkunde mit der Absicht, den Rechtsverkehr zu täuschen, hergestellt wurde.

### Rechnungen zur verdeckten Gewinnausschüttung
Eine verdeckte Gewinnausschüttung i.S. des § 8 Abs. 3 Körperschaftsteuergesetz (KStG) ist eine Vermögensminderung oder verhinderte Vermögensmehrung, die durch das Gesellschaftsverhältnis veranlasst ist, sich auf die Höhe des Gewinns auswirkt und nicht auf einem den gesellschaftsrechtlichen Vorschriften entsprechenden Gewinnverteilungsbeschluss beruht. Mithilfe einer Scheinrechnung können Gewinne einer Kapitalgesellschaft an deren Gesellschafter ausgeschüttet werden ohne eine Abgeltungsbesteuerung vorzunehmen (verdeckte Gewinnausschüttung). Zugleich mindert die Scheinrechnung den Jahresüberschuss der Kapitalgesellschaft und damit den steuerlichen Gewinn sowie den Gewerbeertrag.

## Steuerrecht
Im Steuerrecht dient die Scheinrechnung in der Regel lediglich einem einzigen Zweck: Die steuerliche Zahllast soll vermindert bzw. eine etwaige staatliche Subvention soll erhöht werden.
| Steuerart          | Bedeutung der Scheinrechnung für diese Steuerart                                                                    |
| ------------------ | --- |
| Einkommensteuer    | Erhöhung von Betriebsausgaben und Werbungskosten und damit einhergehend Minderung der tariflichen Einkommensteuer   |
| Gewerbesteuer      | Erhöhung von Betriebsausgaben um den Gewerbeertrag und damit die Gewerbesteuer zu verringern                        |
| Umsatzsteuer       | Erhöhung der Vorsteueransprüche und damit Minderung der umsatzsteuerlichen Zahllast                                 |
| Körperschaftsteuer | verdeckte Gewinnausschüttung an den oder die Anteilseigner der Kapitalgesellschaft, die zugleich den Gewinn mindert |
| Investitionszulage | Nachweis des Erwerbs von Wirtschaftsgütern zur Erhöhung der Subvention                                              |

### Umsatzsteuer
Bei der Umsatzsteuer handelt es sich um eine Allphasen-Netto-Umsatzsteuer mit Vorsteuerabzug, die vom Unternehmer selbst berechnet und beim Finanzamt angemeldet wird. Erbringt ein Unternehmer an einen anderen Unternehmer eine Leistung, so kann sich der leistungsempfangende Unternehmer die in der Rechnung offen ausgewiesene Umsatzsteuer als Vorsteuer gem. § 15 Umsatzsteuergesetz (UStG) wieder abziehen. Gerade die Selbstberechnung und Anmeldung der Umsatzsteuer macht diese äußerst betrugsanfällig, da mittels einer Scheinrechnung ein Vorsteuerabzug fingiert wird und hierdurch Steuerausfälle entstehen, die als systemimmanent vom Staat zunächst nicht verhindert werden können.
```
Beispiel:

Ein Handwerker führt bei einem Bäckermeister Reparaturleistungen durch und stellt diesem 200 € zuzüglich 38 € offen ausgewiesener
Umsatzsteuer in Rechnung. Dem Bäckermeister steht nun ein Vorsteuerabzug in Höhe von 38 € zu. Zudem macht der Bäckermeister im
Rahmen seiner Umsatzsteuer-Voranmeldung beim Finanzamt weitere Vorsteuern in Höhe von 1900 € geltend. Die Vorsteuern resultieren
aus einer Scheinrechnung, die der Unternehmer sich selbst erstellt hat. Ohne diese Scheinrechnung wäre eine umsatzsteuerliche
Erstattung von 38 € entstanden (sog. Vorsteuerüberhang). Aufgrund der selbst erstellten Scheinrechnung macht er nun einen
Steuervergütungsanspruch von 1.938 € gegenüber dem Finanzamt geltend.
```

### Ertragsteuerrecht
Bei der Gewinnermittlung erfüllt die Scheinrechnung den Zweck den Gewinn bzw. Gewerbeertrag zu mindern und dadurch eine geringere Besteuerung zu erzielen. Nach § 4 Abs. 4 EStG sind betrieblich veranlasste Aufwendungen als Betriebsausgaben abzugsfähig und führen somit zu einer Minderung des Gewinns. Mittels Scheinrechnungen werden betriebliche Aufwendungen fingiert und zum Abzug gebracht. Dem Gewerbetreibenden ist es dadurch möglich gezielt die Betriebsausgaben zu erhöhen und damit einen geringeren als den tatsächlich entstandenen Gewinn beim Finanzamt zu erklären und zu versteuern.
```
Beispiel:

Ein Gewerbetreibender erklärt beim Finanzamt einen Gewinn in Höhe von 50.000 €. Bei der Berechnung des Gewinns hat er eine
Scheinrechnung, die er sich selbst geschrieben hat, berücksichtigt und hieraus resultierende 
fingierte
 Betriebsausgaben in Höhe
von 25.000 € abgezogen. Der tatsächlich entstandene Gewinn aus Gewerbebetrieb beträgt mithin 75.000 €. Durch die Scheinrechnung
werden jedoch nur 50.000 € der Besteuerung unterworfen.
```

Die Finanzbehörde versucht diese Betriebsausgaben, die aus fingierten Rechnungen resultieren, gezielt durch die sog. Empfängerbenennung im Sinne von § 160 AO zu verhindern.

### Handelsrecht
Handelsrechtlich gilt der Grundsatz, dass sich ein Kaufmann nicht reicher darstellen darf als er tatsächlich ist (sog. Niederstwertprinzip). Im Rahmen des Jahresabschlusses sind vom Unternehmer Anlage- und Umlaufvermögen in der Bilanz auszuweisen. Die Bilanz dient z. B. bei der Beantragung eines Bankkredits zum Nachweis der Vermögens- und Ertragslage des Unternehmens und soll die Leistungsfähigkeit des Unternehmens darstellen. Sie spielt regelmäßig bei der Kreditvergaben eine entscheidende Rolle. Mithilfe einer Scheinrechnung ist es dem Kaufmann möglich den Erwerb bzw. das Vorhandensein von Anlage- bzw. Umlaufvermögen zu fingieren. Bekanntestes Beispiel hierfür war die Firma FlowTex, die mittels 1.200 fingierter Rechnungen das Vorhandensein von rund 3.000 Horizontalbohrmaschinen fingierten.
```
Beispiel:

Fingierte Bohrsysteme wurden von FlowTex an Leasinggesellschaften und Banken verkauft. FlowTex selbst leaste die Maschinen im Wege
einer 
Sale-Lease-Back
-Transaktion wieder zurück (sog. Rückmietkauf), um den für die Leasinggesellschaften notwendigen
Marktbedarf für eine Kreditfinanzierung bei den Banken sicherzustellen. Die erhaltenen Kredite der Leasinggesellschaften für den
Kauf der nicht vorhandenen Bohrmaschinen war der Gewinn des Betrugs. Der Erwerb der Bohrsysteme wurde durch Scheinrechnungen
nachgewiesen.
```

## Bekämpfung der Scheinrechnung
Durch Einführungen der Bauabzugsteuer (§§ 48 ff. EStG) und der Steuerschuldverlagerung auf den Leistungsempfänger (§ 13b UStG) versucht der Staat die Scheinrechnungen im Bauwesen zu bekämpfen.
Im Gespräch sind mittelfristig auch die Änderung des Systems der Umsatzsteuer zum Reverse-Charge-Verfahren, wie es jetzt schon durch Anwendung des § 13b UStG Anwendung findet.

## Rechtliche Folgen

### Strafrechtliche Folgen
Wer Scheinrechnungen erstellt bzw. von Dritten erstellen lässt, die dieser dann im Rahmen seines Unternehmens zum Betriebsausgaben- und Vorsteuerabzug heranzieht, macht sich in aller Regel der Steuerhinterziehung und ggf. der Urkundenfälschung schuldig. Die wissentliche und willentliche Verwendung von Scheinrechnungen im Rechtsverkehr stellt gem. § 370 AO eine Steuerstraftat dar.
Erstellt jemand Scheinrechnungen, mit denen es dem Rechnungsempfänger möglich wird, einen Betriebsausgaben- und Vorsteuerabzug zu generieren, so macht er sich der Beihilfe zur Steuerhinterziehung schuldig.
Die unwissentliche Verwendung von Scheinrechnungen kann strafrechtlich nicht geahndet werden.

### Steuerliche Folgen
Die Verwendung von Scheinrechnungen, die zum Betriebsausgaben- und Vorsteuerabzug herangezogen werden, führt regelmäßig zur Versagung des Betriebsausgaben- und Vorsteuerabzugs beim Rechnungsempfänger. Wer unwissentlich Scheinrechnungen benutzt hat, weil er bspw. über den tatsächlich Leistenden getäuscht wurde, verliert ebenfalls seinen Vorsteueranspruch, da die Identität des Leistenden mit der des Rechnungsausstellers nicht übereinstimmt. Nach ständiger finanzgerichtlicher Rechtsprechung existiert im Steuerrecht kein Gutglaubensschutz. Wer eine Scheinrechnung erstellt und in Umlauf bringt, schuldet die hierin offen ausgewiesene Umsatzsteuer gem. § 14c Abs. 2 UStG bzw. § 14 Abs. 3 UStG (a.F.). Eine Rechnungsberichtigung kommt nur in Betracht, wenn eine steuerliche Gefährdung sicher ausgeschlossen werden kann; § 14c Abs. 2 S. 3 und 4 UStG.